# ابرلاق سفلی
ابرلاق سفلی یا ایوَلا یا اَوَلا، روستایی از توابع بخش مرکزی شهرستان تویسرکان در استان همدان ایران است. این روستا زبان کردی مختص به خودش را دارد که ترکیبی از گویش های کلهری و سورانی می باشد. تپه ای باستانی به نام تپه شیرالی در این روستا قدمتی حدود ۲۵۰۰ سال دارد.

## جمعیت
این روستا در دهستان خرم‌رود قرار دارد و براساس سرشماری مرکز آمار ایران در سال ۱۳۹۵، جمعیت آن ۱۰۰ نفر (۳۶ خانوار) بوده است. جمعیت روستا در سال ۱۳۸۰ شمسی بالغ بر ۸۰۰ نفر بوده است که اکثریت اهالی روستا به شهرها مهاجرت کرده‌اند.